# Velká cena San Marina silničních motocyklů 2007
Velká cena San Marina 2007 se uskutečnila od 31. srpna – 2. září 2007 na okruhu Misano Circuit.

## MotoGP
Pro jezdce přišel po Velké ceně České republiky okruh v Misanu, kde se naposledy jelo v roce 1993. Hlavním favoritem tu byl letos suverénní Casey Stoner jedoucí na Ducati. Ten před závodem přiznal, že se mu okruh vůbec nelíbí. Pro italskou továrnu to byl druhý domácí závod stejně jako pro Valentina Rossiho, Marca Melandriho a veterána Lorise Capirossiho.
Sylvain Guintoli zůstane i příští sezóně v MotoGP. Ovšem už ne v týmu Tech 3, ale zamíří do satelitního týmu Ducati d'Antin. Spekulace kolem druhého zavodníka vedle Guintoliho se vedly kolem Alexe de Angelise.
U Kawasaki ještě neměli jasno, kdo bude na motocyklu Ninja vedle Johna Hopkinse, ale vedení už vědělo, mezi kterými jezdci se bude rozhodovat. Měli to být současní jezdci Randy de Puniet a Anthony West. Nakonec ale tým rozhodl pro Australana a Anthony West tak bude startovat za Kawasaki i v následujícím roce.
Po Velké ceně České republiky se konaly v Brně dvoudenní testy a týmy používající pneumatiky Michelin měly na starost hlavně přimět pneumatiky francouzského výrobce ke konkurenceschopnosti. Oba dva dny byl nejrychlejší Australan Stoner.
Francouz Randy de Puniet podepsal dvouletou smlouvu s týmem LCR-Honda. Letošní jezdec Kawasaki za tým Lucia Cecchinella jezdil již v letech 2003 a 2004, ale to ještě ve třídě 250 cc.
Po absenci v Brně se tak mohl vrátit do sedla motocyklu Honda Ital Marco Melandri.

### Kvalifikace
| *                                                 | *                                                 | *                                               |
| _______1_______ Casey Stoner Ducati 1:33.918      |                                                   |                                                 |
|                                                   | _______2_______ Valentino Rossi Yamaha 1:34.094   |                                                 |
|                                                   |                                                   | _______3_______ Nicky Hayden Honda 1:34.469     |
| _______4_______ Randy de Puniet Kawasaki 1:34.506 |                                                   |                                                 |
|                                                   | _______5_______ John Hopkins Suzuki 1:34.536      |                                                 |
|                                                   |                                                   | _______6_______ Daniel Pedrosa Honda 1:34.580   |
| _______7_______ Carlos Checa Honda 1:34.628       |                                                   |                                                 |
|                                                   | _______8_______ Chris Vermeulen Suzuki 1:34.717   |                                                 |
|                                                   |                                                   | _______9_______ Colin Edwards Yamaha 1:34.768   |
| _______10_______ Anthony West Kawasaki 1:34.939   |                                                   |                                                 |
|                                                   | _______11_______ Sylvain Guintoli Yamaha 1:35.202 |                                                 |
|                                                   |                                                   | _______12_______ Marco Melandri Honda 1:35.236  |
| _______13_______ Loris Capirossi Ducati 1:35.283  |                                                   |                                                 |
|                                                   | _______14_______ Shinya Nakano Honda 1:35.389     |                                                 |
|                                                   |                                                   | _______15_______ Toni Elias Honda 1:35.632      |
| _______16_______ Makoto Tamada Yamaha 1:35.865    |                                                   |                                                 |
|                                                   | _______17_______ Alex Barros Ducati 1:35.897      |                                                 |
|                                                   |                                                   | _______18_______ Kurtis Roberts KR212V 1:36.605 |
| _______19_______ Alex Hofmann Ducati 1:36.659     |                                                   |                                                 |
| ------------------------------------------------- | ------------------------------------------------- | ----------------------------------------------- |

### Závod
| Pos | #  | Jezdec           | Stroj    | Kola | Čas       | Rošt | Body |
| --- | -- | ---------------- | -------- | ---- | --------- | ---- | ---- |
| 1   | 27 | Casey Stoner     | Ducati   | 28   | 44:34.720 | 1    | 25   |
| 2   | 71 | Chris Vermeulen  | Suzuki   | 28   | +4.851    | 8    | 20   |
| 3   | 21 | John Hopkins     | Suzuki   | 28   | +16.002   | 5    | 16   |
| 4   | 33 | Marco Melandri   | Honda    | 28   | +22.737   | 12   | 13   |
| 5   | 65 | Loris Capirossi  | Ducati   | 28   | +24.787   | 13   | 11   |
| 6   | 7  | Carlos Checa     | Honda    | 28   | +34.986   | 7    | 10   |
| 7   | 24 | Toni Elias       | Honda    | 28   | +40.896   | 15   | 9    |
| 8   | 13 | Anthony West     | Kawasaki | 28   | +41.774   | 10   | 8    |
| 9   | 5  | Colin Edwards    | Yamaha   | 28   | +47.146   | 9    | 7    |
| 10  | 56 | Shinya Nakano    | Honda    | 28   | +48.808   | 14   | 6    |
| 11  | 66 | Alex Hofmann     | Ducati   | 28   | +49.299   | 19   | 5    |
| 12  | 50 | Sylvain Guintoli | Yamaha   | 28   | +1:09.176 | 11   | 4    |
| 13  | 1  | Nicky Hayden     | Honda    | 28   | +1:20.424 | 3    | 3    |
| 14  | 6  | Makoto Tamada    | Yamaha   | 28   | +1:34.223 | 16   | 2    |
| 15  | 80 | Kurtis Roberts   | KR212V   | 27   | +1 kolo   | 18   | 1    |
| Ret | 4  | Alex Barros      | Ducati   | 15   | Porucha   | 17   |      |
| Ret | 46 | Valentino Rossi  | Yamaha   | 5    | Porucha   | 2    |      |
| Ret | 14 | Randy de Puniet  | Kawasaki | 0    | Nehoda    | 4    |      |
| Ret | 26 | Daniel Pedrosa   | Honda    | 0    | Nehoda    | 6    |      |

### Průběžná klasifikace jezdců a týmů
| Pos | #  | Jezdec          | Stroj  | Body |
| --- | -- | --------------- | ------ | ---- |
| 1   | 27 | Casey Stoner    | Ducati | 271  |
| 2   | 46 | Valentino Rossi | Yamaha | 186  |
| 3   | 26 | Daniel Pedrosa  | Honda  | 168  |
| 4   | 71 | Chris Vermeulen | Suzuki | 144  |
| 5   | 21 | John Hopkins    | Suzuki | 140  |
| 6   | 33 | Marco Melandri  | Honda  | 126  |
| 7   | 5  | Colin Edwards   | Yamaha | 100  |
| 8   | 65 | Loris Capirossi | Ducati | 98   |
| 9   | 1  | Nicky Hayden    | Honda  | 92   |
| 10  | 4  | Alex Barros     | Ducati | 83   |

| Pos | Tým                  | Továrna  | Body |
| --- | -------------------- | -------- | ---- |
| 1   | Ducati Marlboro Team | Ducati   | 369  |
| 2   | Rizla Suzuki MotoGP  | Suzuki   | 284  |
| 3   | Fiat Yamaha Team     | Honda    | 279  |
| 4   | Repsol Honda Team    | Honda    | 260  |
| 5   | Honda Gresini        | Honda    | 195  |
| 6   | Pramac d'Antin       | Ducati   | 148  |
| 7   | Kawasaki Racing Team | Kawasaki | 114  |
| 8   | Dunlop Yamaha Tech 3 | Yamaha   | 61   |
| 9   | Honda LCR            | Honda    | 45   |
| 10  | Konica Minolta Honda | Honda    | 37   |
| 11  | Team Roberts         | KR212V   | 14   |

| Pos | Továrna  | Body |
| --- | -------- | ---- |
| 1   | Ducati   | 283  |
| 2   | Honda    | 219  |
| 3   | Yamaha   | 213  |
| 4   | Suzuki   | 191  |
| 5   | Kawasaki | 90   |
| 6   | KR212V   | 14   |

## 250cc

### Kvalifikace
| *                                                 | *                                                  | *                                               | *                                                   |
| _______1_______ Jorge Lorenzo Aprilia 1:38.395    |                                                    |                                                 |                                                     |
|                                                   | _______2_______ Andrea Dovizioso Honda 1:38.558    |                                                 |                                                     |
|                                                   |                                                    | _______3_______ Hector Barbera Aprilia 1:38.733 |                                                     |
|                                                   |                                                    |                                                 | _______4_______ Hiroshi Aoyama KTM 1:38.826         |
| _______5_______ Mika Kallio KTM 1:39.007          |                                                    |                                                 |                                                     |
|                                                   | _______6_______ Alvaro Bautista Aprilia 1:39.023   |                                                 |                                                     |
|                                                   |                                                    | _______7_______ Thomas Lüthi Aprilia 1:39.031   |                                                     |
|                                                   |                                                    |                                                 | _______8_______ Julian Simon Honda 1:39.087         |
| _______9_______ Marco Simoncelli Gilera 1:39.180  |                                                    |                                                 |                                                     |
|                                                   | _______10_______ Alex de Angelis Aprilia 1:39.182  |                                                 |                                                     |
|                                                   |                                                    | _______11_______ Shuhei Aoyama Honda 1:39.506   |                                                     |
|                                                   |                                                    |                                                 | _______12_______ Yuki Takahashi Honda 1:39.694      |
| _______13_______ Aleix Espargaro Aprilia 1:40.056 |                                                    |                                                 |                                                     |
|                                                   | _______14_______ Roberto Locatelli Gilera 1:40.206 |                                                 |                                                     |
|                                                   |                                                    | _______15_______ Fabrizio Lai Aprilia 1:40.329  |                                                     |
|                                                   |                                                    |                                                 | _______16_______ Ratthapark Wilairot Honda 1:40.408 |
| _______17_______ Jules Cluzel Aprilia 1:40.768    |                                                    |                                                 |                                                     |
|                                                   | _______18_______ Eugene Laverty Honda 1:40.912     |                                                 |                                                     |
|                                                   |                                                    | _______19_______ Dirk Heidolf Aprilia 1:41.290  |                                                     |
|                                                   |                                                    |                                                 | _______20_______ Karel Abraham Aprilia 1:41.545     |
| _______21_______ Efren Vazquez Aprilia 1:41.717   |                                                    |                                                 |                                                     |
|                                                   | _______22_______ Alex Baldolini Aprilia 1:41.749   |                                                 |                                                     |
|                                                   |                                                    | _______23_______ Dan Linfoot Aprilia 1:42.426   |                                                     |
|                                                   |                                                    |                                                 | _______24_______ Imre Toth Aprilia 1:42.944         |
| _______25_______ Omar Menghi Aprilia 1:44.745     |                                                    |                                                 |                                                     |
| ------------------------------------------------- | -------------------------------------------------- | ----------------------------------------------- | --------------------------------------------------- |

### Závod
| Pos | #  | Jezdec              | Stroj   | Kola | Čas        | Rošt | Body |
| --- | -- | ------------------- | ------- | ---- | ---------- | ---- | ---- |
| 1   | 1  | Jorge Lorenzo       | Aprilia | 26   | +42:54.427 | 1    | 25   |
| 2   | 4  | Hiroshi Aoyama      | KTM     | 26   | +3.578     | 4    | 20   |
| 3   | 80 | Hector Barbera      | Aprilia | 26   | +7.041     | 3    | 16   |
| 4   | 12 | Thomas Luthi        | Aprilia | 26   | +7.213     | 7    | 13   |
| 5   | 3  | Alex de Angelis     | Aprilia | 26   | +7.664     | 10   | 11   |
| 6   | 73 | Shuhei Aoyama       | Honda   | 26   | +36.234    | 11   | 10   |
| 7   | 15 | Roberto Locatelli   | Gilera  | 26   | +36.918    | 14   | 9    |
| 8   | 19 | Alvaro Bautista     | Aprilia | 26   | +36.936    | 6    | 8    |
| 9   | 55 | Yuki Takahashi      | Honda   | 26   | +37.142    | 12   | 7    |
| 10  | 60 | Julian Simon        | Honda   | 26   | +40.293    | 8    | 6    |
| 11  | 16 | Jules Cluzel        | Honda   | 26   | +51.720    | 17   | 5    |
| 12  | 41 | Aleix Espargaro     | Aprilia | 26   | +56.620    | 13   | 4    |
| 13  | 8  | Ratthapark Wilairot | Honda   | 26   | +1:00.060  | 16   | 3    |
| 14  | 17 | Karel Abraham       | Aprilia | 26   | +1:01.500  | 20   | 2    |
| 15  | 50 | Eugene Laverty      | Honda   | 26   | +1:09.950  | 18   | 1    |
| 16  | 7  | Efren Vazquez       | Aprilia | 26   | +1:10.059  | 21   |      |
| 17  | 10 | Imre Toth           | Aprilia | 25   | +1 kolo    | 24   |      |
| 18  | 64 | Omar Menghi         | Aprilia | 25   | +1 kolo    | 25   |      |
| Ret | 36 | Mika Kallio         | KTM     | 23   | nehoda     | 5    |      |
| Ret | 34 | Andrea Dovizioso    | Honda   | 19   | odstoupil  | 2    |      |
| Ret | 25 | Alex Baldolini      | Aprilia | 19   | odstoupil  | 22   |      |
| Ret | 45 | Dan Linfoot         | Aprilia | 17   | odstoupil  | 23   |      |
| Ret | 28 | Dirk Heidolf        | Aprilia | 13   | odstoupil  | 19   |      |
| Ret | 32 | Fabrizio Lai        | Aprilia | 4    | odstoupil  | 15   |      |
| Ret | 58 | Marco Simoncelli    | Gilera  | 3    | odstoupil  | 9    |      |

### Průběžná klasifikace jezdců a továren
| Pos | #  | Jezdec           | Stroj   | Body |
| --- | -- | ---------------- | ------- | ---- |
| 1   | 1  | Jorge Lorenzo    | Aprilia | 241  |
| 2   | 3  | Alex de Angelis  | Aprilia | 187  |
| 3   | 34 | Andrea Dovizioso | Honda   | 186  |
| 4   | 19 | Alvaro Bautista  | Aprilia | 135  |
| 5   | 80 | Hector Barbera   | Aprilia | 119  |
| 6   | 4  | Hiroshi Aoyama   | KTM     | 108  |
| 7   | 36 | Mika Kallio      | KTM     | 94   |
| 8   | 12 | Thomas Lüthi     | Aprilia | 85   |
| 9   | 60 | Julian Simon     | Honda   | 75   |
| 10  | 73 | Shuhei Aoyama    | Honda   | 72   |

| Pos | Továrna | Body |
| --- | ------- | ---- |
| 1   | Aprilia | 281  |
| 2   | Honda   | 196  |
| 3   | KTM     | 138  |
| 4   | Gilera  | 75   |

## Klasifikace 125cc
| Pos | #  | Země | Jezdec                | Stroj   | Kola | Čas        |
| --- | -- | ---- | --------------------- | ------- | ---- | ---------- |
| 1   | 3  |      | Mattia Pasini         | Aprilia | 23   | 39:47.944s |
| 2   | 4  |      | Gábor Talmácsi        | Aprilia | 23   | +4.774s    |
| 3   | 6  |      | Tomoyoshi Koyama      | KTM     | 23   | +8.576s    |
| 4   | 10 |      | Sergio Gadea          | Aprilia | 23   | +15.819s   |
| 5   | 14 |      | Pol Espargaro         | Aprilia | 23   | +23.972s   |
| 6   | 16 |      | Randy Krummenacher    | KTM     | 23   | +25.159s   |
| 7   | 17 |      | Stefan Bradl          | Aprilia | 23   | +25.391s   |
| 8   | 9  |      | Bradley Smith         | Honda   | 23   | +25.513s   |
| 9   | 13 |      | Raffaele de Rosa      | Aprilia | 23   | +25.994s   |
| 10  | 12 |      | Michael Ranseder      | Derbi   | 23   | +26.239s   |
| 11  | 7  |      | Esteve Rabat          | Honda   | 23   | +26.693s   |
| 12  | 15 |      | Joan Olive            | Aprilia | 23   | +26.972s   |
| 13  | 11 |      | Mike di Meglio        | Honda   | 23   | +27.493s   |
| 14  | 22 |      | Andrea Iannone        | Aprilia | 23   | +32.894s   |
| 15  | 8  |      | Sandro Cortese        | Aprilia | 23   | +39.305s   |
| 16  | 20 |      | Lorenzo Zanetti       | Aprilia | 23   | +40.035s   |
| 17  | 2  |      | Hector Faubel         | Aprilia | 23   | +40.125s   |
| 18  | 18 |      | Nicolas Terol         | Derbi   | 23   | +40.157s   |
| 19  | 21 |      | Roberto Tamburini     | Aprilia | 23   | +48.291s   |
| 20  | 1  |      | Lukáš Pešek           | Derbi   | 23   | +49.621s   |
| 21  | 27 |      | Alexis Masbou         | Honda   | 23   | +50.496s   |
| 22  | 23 |      | Simone Sancioni       | Aprilia | 23   | +57.519s   |
| 23  | 25 |      | Dominique Aegerter    | Aprilia | 23   | +57.666s   |
| 24  | 37 |      | Ferruccio Lamborghini | Aprilia | 23   | +59.680s   |
| 25  | 30 |      | Roberto Lacalendola   | Aprilia | 23   | +1:05.109s |
| 26  | 29 |      | Steve Bonsey          | KTM     | 23   | +1:05.276s |
| 27  | 31 |      | Joey Lijtens          | Honda   | 23   | 1:08.757s  |
| 28  | 24 |      | Simone Grotzkyj       | Honda   | 23   | +1:10.395s |
| 29  | 36 |      | Roberto Muresan       | Derbi   | 23   | +1:18.572s |
| 30  | 33 |      | Daniel Webb           | Honda   | 23   | +1:20.963s |
| 31  | 35 |      | Hugo van den Berg     | Aprilia | 23   | +1:21.676s |
| 32  | 32 |      | Federico Biaggi       | Friba   | 23   | +1:54.228s |
| nc  | 5  |      | Simone Corsi          | Aprilia | 21   | nehoda     |
| nc  | 19 |      | Stefano Bianco        | Aprilia | 16   | odstoupil  |
| nc  | 34 |      | Dino Lombardi         | Honda   | 11   | odstoupil  |
| nc  | 28 |      | Pablo Nieto           | Honda   | 9    | odstoupil  |
| nc  | 26 |      | Federico Sandi        | Aprilia | 0    | nehoda     |